# Cap del Solà de la Coma d'Orient
El Cap del Solà de la Coma d'Orient és una muntanya del terme municipal de Conca de Dalt, al Pallars Jussà, dins de l'antic terme d'Hortoneda de la Conca, en terres dels Masos de la Coma.
Està situat a l'extrem nord-est del terme municipal, molt a prop del termenal. És al sud-est de lo Pi Sec i al nord-oest de les Emprius, al sud de Cuberes i a llevant de la Solana de Pedraficada.